# Black Angels
Die Black Angels sind eine Schweizer Rockband, die 1979 von Harry Greis in Schaffhausen gegründet wurde. Es folgte die Veröffentlichung von fünf Alben und weltweit über 85.000 verkaufte Tonträger. Tourneen führten die Band durch ganz Europa. Sie traten unter anderem mit Mother’s Finest, Alvin Lee Band, Ten Years After, Uriah Heep, Whitesnake und Nazareth auf. Die Black Angels gehörten zusammen mit Krokus und China zu den Schweizer Rockexporten, die das Buch der jungen Geschichte des Schweizer Hard Rocks massgeblich mitgeschrieben haben.
Im Februar 2009 wurden alle alten Alben wieder veröffentlicht und zusammen mit bis dato unveröffentlichtem Material auf den Markt gebracht. Die Black Angels sind nach langjähriger Pause als Ron Phillips Black Angels wieder live zu sehen.
Im Juni 2019 wurde das Album Steamroller veröffentlicht.

## Diskografie

### Studioalben
- 1981: Hell Machine (Bellaphon Records (D), Meteor (CH))
- 1984: Kickdown (Bellaphon Records (D), Gull (GB), Meteor (CH))
- 1985: Broken Spell (Gold Records)
- 1985: Black and White (Bellaphon Records (D))
- 2004: Hellvetic Rock (MV 903412, Compilation (CH))
- 2006: Hellvetic Rock II (MV 903412, Compilation (CH))
- 2009: Changes - The last decades (Karthago Records)
- 2019: Steamroller (Eigenvertrieb (D))

### Sonstige
- 1984: Black Angels (12"-EP, Gull)
- 1984: Blind Like A Fool (7", Meteor)
- 2009: Changes – Collector's box (Kompilation, Karthago Records)
- 2009: Black Angels 1981–2009 Collectors Box (Boxset, Karthago Records)